# Microregione di Vão do Paranã
Vão do Paranã è una microregione dello Stato del Goiás in Brasile, appartenente alla mesoregione di Leste Goiano.

## Comuni
Comprende 12 municipi:
- Alvorada do Norte
- Buritinópolis
- Damianópolis
- Divinópolis de Goiás
- Flores de Goiás
- Guarani de Goiás
- Iaciara
- Mambaí
- Posse
- São Domingos
- Simolândia
- Sítio d'Abadia

| Controllo di autorità | VIAF (EN) 315162934 |